# Friuli Aquileia Verduzzo friulano superiore
Il Friuli Aquileia Verduzzo Friulano superiore è un vino DOC la cui produzione è consentita nella provincia di Udine.

## Caratteristiche organolettiche
- colore: giallo dorato chiaro o giallo paglierino.
- odore: vinoso, delicato, gradevole.
- sapore: asciutto, oppure amabile o dolce nelle specifiche tipologie, di corpo, lievemente tannico

## Produzione
Provincia, stagione, volume in ettolitri
- nessun dato disponibile